# Jean Gachet
Jean Gachet, född 2 juni 1894 i Saint-Étienne, död 4 februari 1968 i Saint-Étienne, var en fransk boxare.
Gachet blev olympisk silvermedaljör i fjädervikt i boxning vid sommarspelen 1920 i Antwerpen.